# Lontano da dove
Lontano da dove è un film del 1983 scritto e diretto da Stefania Casini e Francesca Marciano. Nella colonna sonora fa parte l'omonimo brano cantato da Lucio Dalla.

## Trama
Mario, che ha appena finito il servizio militare, arriva a New York,dove vive Giampaolo, un discografico suo amico. Mario si immerge con entusiasmo nella vita della città, e frequenta un gruppo di italiani di cui fanno parte alcuni personaggi: Daniela, che lavora come receptionist nella redazione di un giornale italiano, ma coltiva il sogno di diventare attrice e per questo frequenta una scuola di recitazione; Giacomini, un giornalista di politica che invece pare più interessato al costume; e Desideria, un personaggio sfuggente che millanta conoscenze con artisti e attori famosi.
Il percorso di scoperta intrapreso da Mario si accompagna al crescente senso di disillusione di cui sono vittime Daniela e Giacomini i quali, durante un'escursione a Coney Island, confrontano New York con Roma e concludono, in fin dei conti, che la seconda, pur provinciale e meno cosmopolita, ha comunque i suoi pregi. Giacomini decide allora di tornare a Roma, mentre Daniela pensa di riallacciare i rapporti con Andrea, uno spasimante che vive in Italia.